# Roberto Moreno (Fußballspieler)
Roberto Moreno war ein chilenischer Fußballspieler. Der Stürmer absolvierte zwei Länderspiele für La Roja.

## Karriere

### Verein
Roberto Moreno spielte mindestens 1916 für den National Star aus der Hauptstadt Santiago de Chile. Mehr ist über die Karriere des Stürmers nicht bekannt.

### Nationalmannschaft
Roberto Moreno wurde für den Campeonato Sudamericano 1916 für die Auswahl Chiles nominiert, debütierte dort bei der 0:4-Auftaktniederlage gegen Uruguay. Zudem spielte er beim 1:1-Unentschieden gegen Brasilien. Dies war zugleich seine letzte Partie im Nationaltrikot.